# Kisho Yano
Kisho Yano (n. 5 aprilie 1984) este un fotbalist japonez.

## Statistici
| Japonia | Japonia | Japonia |
| An      | Meciuri | Goluri  |
| ------- | ------- | ------- |
| 2007    | 7       | 1       |
| 2008    | 5       | 0       |
| 2009    | 4       | 1       |
| 2010    | 3       | 0       |
| Total   | 19      | 2       |